# Ескадрені міноносці типу «Дардо»
Ескадрені міноносці типу «Дардо» (італ. Cacciatorpediniere della Classe Dardo), також ескадрені міноносці типу «Фречча» — клас військових кораблів з 8 ескадрених міноносців, що випускалися італійськими суднобудівельними компаніями з 1929 до 1931 рік для Королівських ВМС Італії та Греції.

## Ескадрені міноносці типу «Дардо»

### Королівські військово-морські сили Італії
| № | Корабель           | Виготовлювач                                          | Закладено      | Спущено         | У строю        | Статус |
| - | ------------------ | ----------------------------------------------------- | -------------- | --------------- | -------------- | --- |
| 1 | «Дардо» «Dardo»    | Odero, Сестрі-Поненті                                 | 23 січня 1929  | 6 липня 1930    | 25 січня 1932  | 24 квітня 1945 року був підірваний німцями при відступу в морському порту Генуї                                                              |
| 2 | «Фречча» «Freccia» | Cantieri Navali del Tirreno e Riuniti, Сестрі-Леванте | 20 лютого 1929 | 3 серпня 1930   | 21 жовтня 1931 | 8 серпня 1943 року затонув у порту Генуї внаслідок бомбардування союзної авіації                                                             |
| 3 | «Саетта» «Saetta»  | CNT, Сестрі-Леванте                                   | 27 травня 1927 | 17 січня 1932   | 10 травня 1932 | 3 лютого 1943 року підірвався на міні, встановленої мінним загороджувачем «Абдель», і затонув на північний схід від Бізерти                  |
| 4 | «Страле» «Strale»  | Cantiere navale di Sestri Ponente, Сестрі-Поненті     | 20 лютого 1929 | 26 березня 1931 | 6 лютого 1932  | 21 червня 1942 сів на мілину поблизу мису Бон, покинутий напризволяще. 6 серпня 1942 року торпедований і знищений британським ПЧ «Турбулент» |

### Королівські військово-морські сили Греції
У 1929 році Греція замовила в Італії чотири есмінці типу «Дардо». Побудовані для грецького флоту кораблі («Ідра», «Спеце», «Псара» і «Кунтуріотіс») відрізнялися від оригінального проекту трохи коротшим корпусом, зменшеним містком і розміщенням артилерії в одинарних установках (4 × 1) по лінійно-піднесеної схемі.
| № | Корабель                      | Виготовлювач                          | Закладено | Спущено        | У строю       | Статус |
| - | ----------------------------- | ------------------------------------- | --------- | -------------- | ------------- | --- |
| 1 | «Ідра» «Ύδρα»                 | Cantieri navali Odero, Сестрі-Поненті |           | 21 жовтня 1931 | листопад 1933 | 22 квітня 1941 року затонув у Саронічній затоці унаслідок авіаційного нальоту літаків Люфтваффе                 |
| 2 | «Спеце» «Σπέτσαι»             | Cantieri navali Odero, Сестрі-Поненті | 1930      | 1932           | травень 1933  | У 1946 році списаний на брухт                                                                                   |
| 3 | «Псара» «Ψαρά»                | Cantieri navali Odero, Сестрі-Поненті |           | 1932           | 1 травня 1933 | 20 квітня 1941 року затоплений у Саронічній затоці поблизу Мегари під час авіаційного нальоту німецьких літаків |
| 4 | «Кунтуріотіс» «Κουντουριώτης» | Cantieri navali Odero, Сестрі-Поненті | 1929      | 29 серпня 1931 | листопад 1932 | У 1946 році списаний на брухт                                                                                   |

## Конструкція
Ескадрені міноносці типу «Дардо» призначались для спільних дій з крейсерами типу «Зара». Тому до них висувались підвищені вимоги щодо швидкості та дальності плавання. 
Вони розроблялись на основі есмінців типу «Турбіне», але з потужнішою енергетичною установкою, новими 120-мм гарматами та додатковими бортовими цистернами. Це все призвело до збільшення розмірів корабля, в основному ширини.
Спочатку планувалось розмістити 2 димові труби, як і на «Турбіне», але з метою звільнення місця для раціонального розміщення зенітного озброєння димоходи всіх трьох котлів об'єднали в одну масивну трубу.
Основним недоліком есмінців типу «Дардо» стала погана остійність, яка була викликана застосуванням бортових паливних цистерн та збільшенням маси озброєння і систем управління вогнем. Особливо гостро проблема проявлялась після використання більшої частини палива, тому на практиці частину нафти доводилось залишати, що призводило до зменшення дальності плавання.  Згодом почали заміщувати нафту водою, що негативно позначилось на якості палива.
Крім цього, на всіх кораблях розмістили 90-100 т баласту, що разом з конструктивним перевантаженням призвело до збільшення водотоннажності з 1 205 до 1 400 т і серйозної втрати швидкості. В реальних умовах експлуатації есмінці рідко могли перевищити швидкість у 30 вузлів.
Після вступу Італії у війну на всіх кораблях застарілі 40-мм зенітні гармати та 13,2-мм кулемети замінили на 5-6 20-мм автомати «Breda 20/65 Mod. 1935».
У 1941-1942 роках з «Дардо», «Фречча» та «Саетта» зняли кормовий торпедний апарат, замість нього встановили дві 37-мм зенітні гармати.  